# Malmö Borgarskola
Malmö Borgarskola (även Borgarskolan eller bara Borgar) är en gymnasieskola i stadsdelen Hästhagen, Malmö med adress Regementsgatan 36.
Med sina cirka 1 370 elever är Borgarskolan numera Malmös största gymnasieskola. Skolan har dock under sin historia sedan 1874 haft olika form och placering i Malmö.

## Historia
Skolan grundades 1874 och har en lång tradition som skola. Vid denna fanns en treårig yrkesinriktad och fyraårig teoretisk utbildning, vilken motsvarade realexamen. Denna senare utbildning utbröts ur Malmö Borgarskola och blev 1910 Kommunala Mellanskolan i Malmö. Skolan blev senare en praktisk realskola och folkskola i Malmö 1955.
Fram till år 1970 erbjöd Borgarskolan även grundskoleundervisning och många kända svenskar, såsom Per Albin Hansson, Anita Ekberg och Zlatan Ibrahimović, har genom åren studerat här.
Den första för skolan använda byggnaden var Östra skolan vid Norregatan mellan 1874 och 1879. 1879–1896 disponerades lokaler i en byggnad utmed Stora Trädgårdsgatan vid Östra skolan och mellan 1896 och 1935 hade skolan lokaler vid Repslagaregatan. Under vistelsen på Repslagaregatan lånades även lokaler på Västra skolan, Sorgenfriskolan och Linnéskolan i Limhamn. Det var bland annat slöjdsalar och skolkök till undervisningen som lånades på Västra skolan och Sorgenfriskolan. 1936 flyttade skolan in i en nybyggd fastighet vid Regementsgatan och hela verksamheten kunde samlas under ett tak. 1954 byggdes denna ut med ytterligare en länga utmed Thottsgatan.
Fram till 2015 bedrev skolan även idrottsutbildning via den fristående skoldelen som kallades Malmö idrottsgymnasium (MIG). Malmö Idrottsgymnasium hade olika varianter av idrottsprofiler och erbjöd bland annat Badminton och Friidrottsgymnasiet som Riksidrottsgymnasium (RIG).
Under 2018–2019 skedde en omfattande renovering och nybyggnad av D- och A-husen som blev klar sommaren 2019. Även skolgården är ny och den tidigare närliggande idrottshallen har rivits och en ny idrottshall i två plan med läktare blev klar i januari 2019.
Hösten 2020 invigdes den permanenta utställningen " I Livets Väntrum" som skildrar en rad livsöden hos de 1031 överlevare som befriats från nazisternas koncentrationsläger. Byggnaden fungerade som ett reservsjukhus mellan april och august 1945 och på några få dagar ställde skolan om och skolsalarna blev sjukhussalar, eleverna fick flytta ut, och i stället rullade ambulanser in med patienter på bårar.
Januari 2022 lanserade skolan en hymn på Spotify "Vi är Borgar" skriven av Johan Holmström. 
Malmö Borgarskola har sedan ett antal år tillbaka ett internationellt fokus som bland annat inneburit att skoan blivit en ackrediterad Erasmus+skola. Ackrediteringen innebär en mångårig och strategisk planering för kompetenshöjande verksamhet genom internationella utbyten för elever och lärare. Tanken är att utbytena och kompetensutvecklingen ska vara integrerade, och en återkommande del av skolans internationaliseringsverksamhet.
Skolan tillhör även Europaparlamentets Ambassadörsskoleprogram (EPAS) som riktar sig till lärare och elever på högstadium och gymnasium i Sverige. Syftet med EPAS är att öka kunskapen om europeisk parlamentarisk demokrati, Europaparlamentet och EU. Malmö Borgarskola har vid en rad tillfällen vunnit och fått representera Sverige med lärare och elever och därför fått delta i Euroscolasammanträden i Strasbourg och andra evenemang som Europaparlamentet anordnat i Bryssel och Strasbourg.

## Inriktning

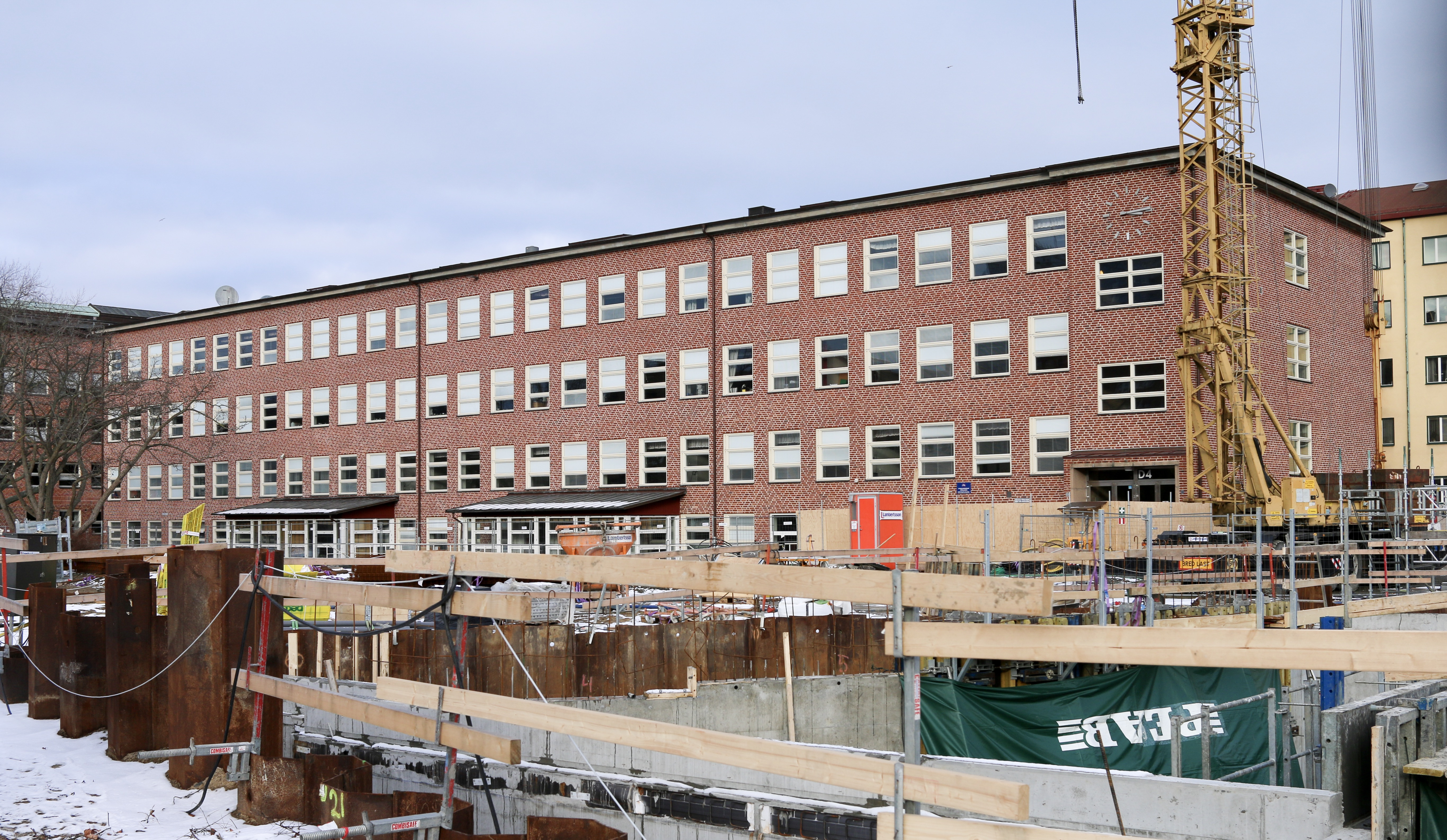
Borgarskolans baksida. En ny skola, Fågelbacksskolan, stod klar hösten 2018 på den tidigare parkeringsplatsen.

Borgarskolan är inriktad mot eftergymnasiala studier har programmen: Naturvetenskapsprogrammet, Samhällsvetenskapsprogrammet och   Ekonomiprogrammet samt Handelsprogrammet och Hotell och Turismprogrammet.
Skolan erbjuder, som enda skola i Malmö, en internationell studentexamen International Baccalaureate- Diploma Programme (IBDP). Skolans IB-utbildning har sedan dess start högst examensresultat i Sverige.  Malmö Borgarskola var först i Sverige att erbjuda IB Career-related Programme (IBCP) som är en internationell yrkesutbildning mot hospitality. Utbildningen har ett nära samarbete med Swiss Education Group. 
Malmö Borgarskola var en av de första skolorna i Sverige som blev certifierade av Visita. Detta innebär att skolan möter branschens efterfrågan av yrkesutbildade medarbetare och samtidigt visar på en kvalitet och attraktivitet på Hotell- och turismprogrammet och IBCP. Syftet med certifieringen är att öka och främja samarbetet mellan det gymnasiala utbildningsväsendet och besöksnäringenViktigt är även att utbildningen utvecklas i nära samråd med branschens lokala företag.

## Elevengagemang
Borgarskolan har många aktiva föreningar. Den fria Elevkåren vid Malmö Borgarskola, som är en av Sveriges äldsta kårer, har många utskott - de mest välkända kanske MBIF (Malmö Borgarskolas Idrottsförening) samt MBEF (Malmö Borgarskolas Estetiska Förening) som varje år sätter upp en omtalad julrevy och egenskriven musikal. Elevkåren har ett stort sortiment av skolkläder och är en av de gymnasiekårer med störst försäljning av kårkläder. Kåren kännetecknas av den rytande björnen och den gröna färgen.

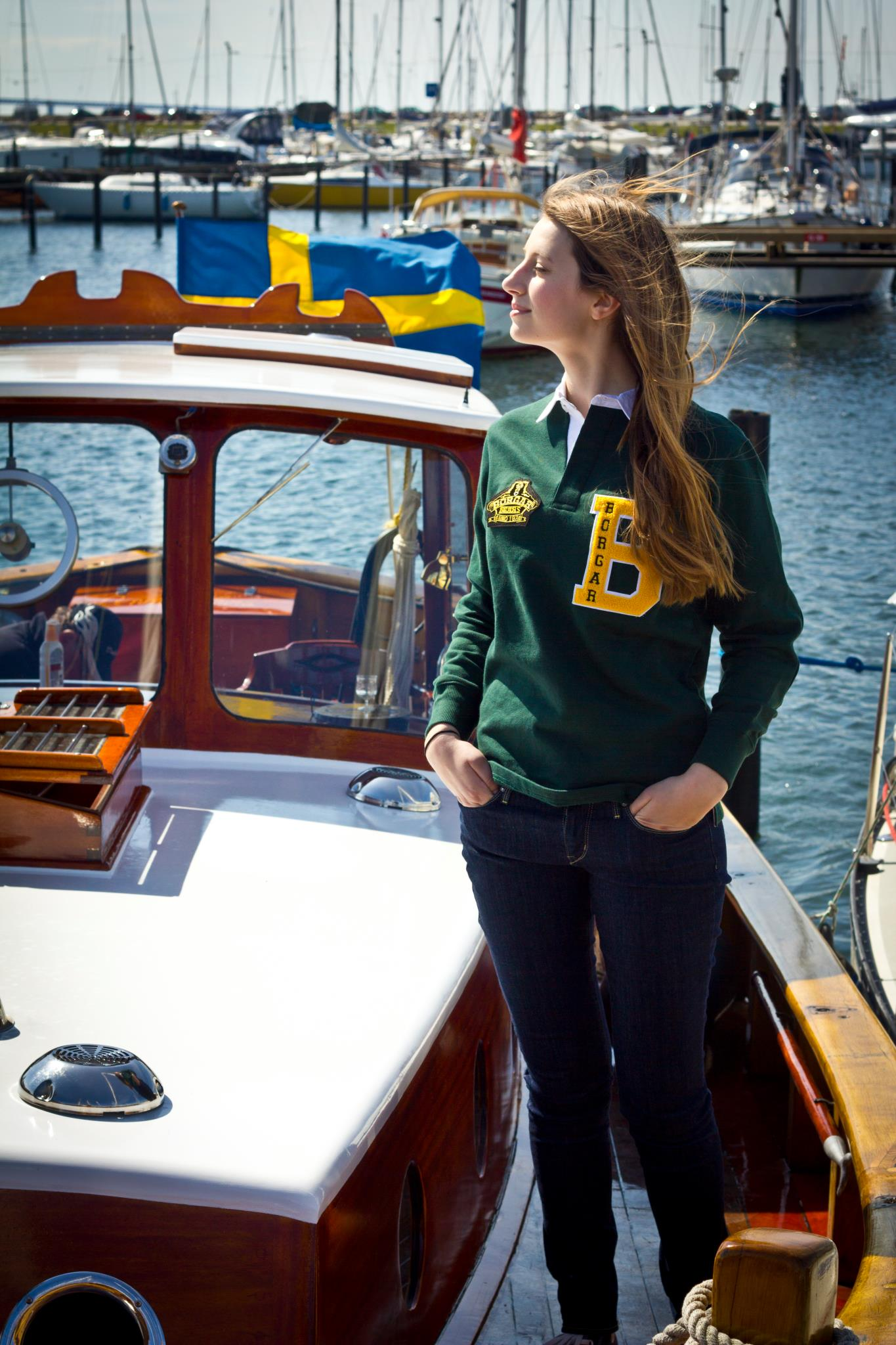
Elevkåren är välkänd för sin klädkollektion

På skolan fanns tidigare den fristående föreningen MBMF (Malmö Borgaskolas Matematiska Förening) för att stärka matematikens ställning. Elever från årskurs 5 och äldre träffas på skolan och drillas av borgarelever i matematisk problemlösning. Skolan har haft en rad framgångar på området, bland annat i Skolornas matematiktävling 1:a plats lagtävling 2017, 2014, 2013, 2:a plats lagtävling 2012, 2011, 1:a plats individuellt 2014, 2:a plats individuellt 2017, 2016.
Mellan Malmö Borgarskola och den närliggande Sankt Petri skola finns en traditionell rivalitet (med humoristisk underton) som med jämna mellanrum under läsåret brukar ta uttryck i exempelvis diverse snöbollskrig, vattenkrig eller omskrivna lucia(smädo)sånger.